# 赤衛軍村區 (阿迪格共和國)

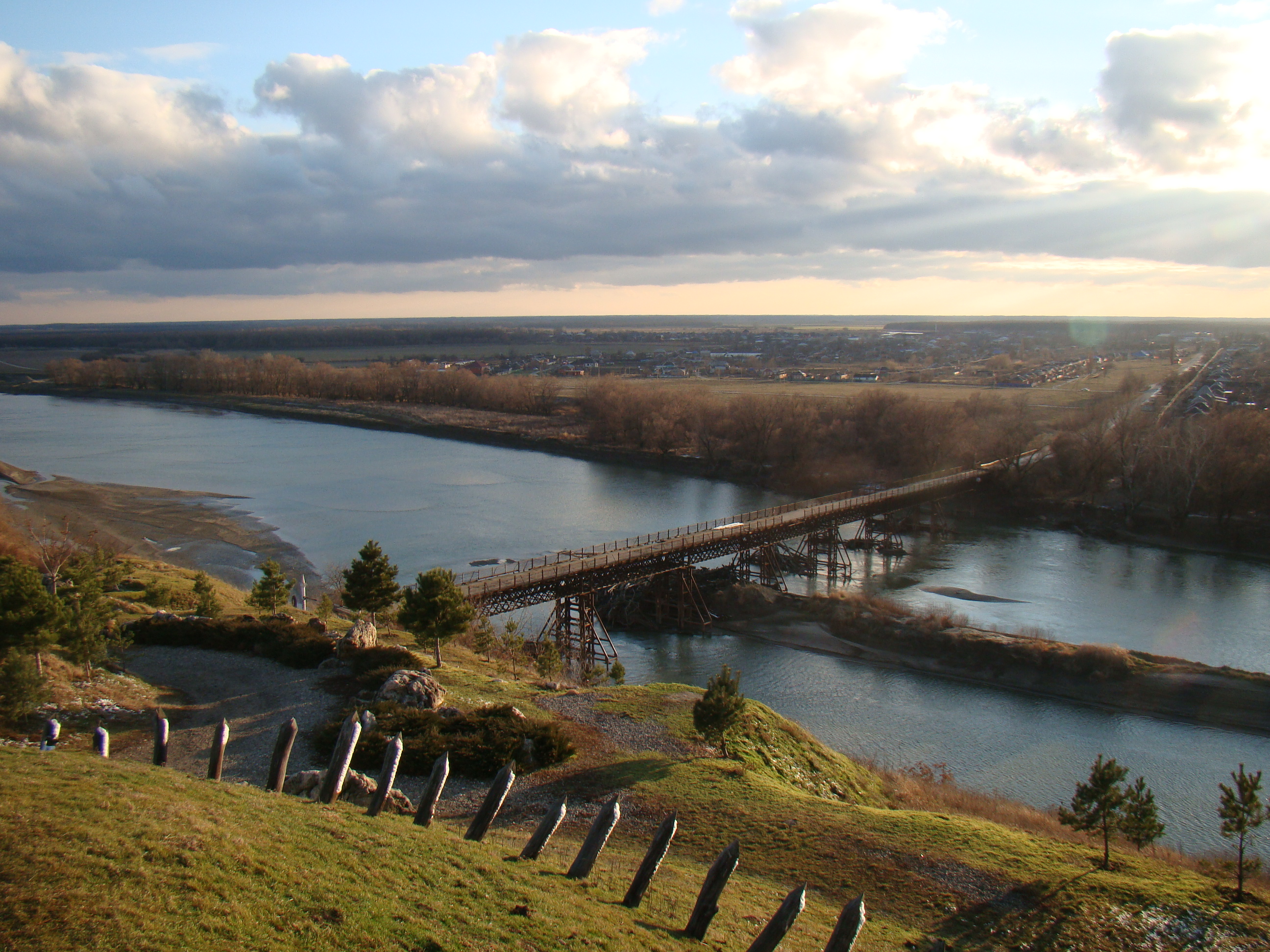

45°07′N 39°34′E / 45.117°N 39.567°E
赤衛軍村區（俄语：Красногвардейский район），是俄羅斯的一個區，位於該國西南部，由阿迪格共和國負責管轄，始建於1929年2月7日，面積725.5平方公里，2010年人口30,868，人口密度每平方公里42.55人。